# Juana Coello y Vozmediano
Juana Coello y Vozmediano (Madrid, ca. 15 de maig de 1548-8 de setembre de 1615) va ser una dama castellana, coneguda pels continuats esforços i moviments per aconseguir l'exoneració i l'alliberament del seu espòs, el secretari Antonio Pérez, des de 1578 acusat d'assassinat i perseguit pel rei Felip II.

## Biografia

### Primers anys
Nascuda a Madrid, va ser batejada el 15 de maig de 1548 a la parròquia de Santa María la Mayor. Era filla d'Alonso Coello, home d'armes dels Reis Catòlics d'origen portuguès, i de María de Vozmediano, membre d'una important nissaga madrilenya. Va rebre una educació notable en l'àmbit religiós i de les lletres. Es casà el 3 de gener de 1567 amb el secretari Antonio Pérez, després d'haver tingut una aventura amb ell de la qual va néixer la seva primogènita, Gregoria. Sobre el matrimoni, hom ha afirmat que entre 1576 i 1578 el seu marit li va ser infidel amb la Ana de Mendoza de la Cerda, princesa d'Éboli, tot i que no hi ha cap prova documental d'aquesta relació.

### Evasió d'Antonio Pérez
Coello és especialment coneguda per haver estat un dels principals suports de Pérez, abans home de confiança de Felip II de Castella, que va caure en desgràcia el 1578 quan va ser acusat de l'assassinat de Juan de Escobedo, esmerçant esforços per aconseguir la seva exoneració i, més tard, l'alliberament. Un dels primers moviments va ser un viatge a Lisboa, estant embarassada, per pregar al rei que no obrís procés contra el seu espòs i que li atorgués la seva gràcia, però va ser detinguda a Aldeia Galega, molt propera ja a Lisboa, i obligada a tornar a Madrid.
El 1585 va frustrar la detenció de Pérez a Madrid entretenint els agutzils mentre ell saltava pel balcó. Tanmateix, finalment van ser descoberts i capturats i Coello va ser retornada a Madrid i tancada amb els seus fills. Es va negar a lliurar la documentació del seu marit i un cop alliberada va fer diverses gestions per alliberar-lo amb el confessor reial, Diego de Chaves i la família Éboli. L'any següent va ser tancada a Torrejón de Velasco i els béns familiars li van ser embargats; el 1587 se l'hi uniria el seu marit.
El 1589, mentre es trobava en arrest domiciliari, se li va permetre anar a veure al seu marit, que estava tancat a les cases de Cisneros de Madrid, i va preparar la seva fugida, efectuada el 19 d'abril de 1590. Segons la tradició, Pérez es va vestir amb la roba de la seva dona i va fugir a Aragó, mentre ella es quedava a la capital. A causa de la seva complicitat en la fugida, va ser detinguda públicament i va ser tancada a la torre de Pinto fins a 1599, poc després de la mort de Felip II.

### Vida posterior i mort
A partir de 1603, Coello va rebre una pensió de 800 ducats de renda amb altres beneficis i ajuts per tal de subsistir, i s'afirma que va haver de dur una vida austera. Mentre ella i la família es quedà a Madrid, tret de Pérez, al qual no va poder retrobar més perquè va morir exiliat a França el 1611. Tanmateix, va poder assistir a la rehabilitació del seu marit per part de la Suprema el març de 1615. Moriria sis mesos després.